# 第45回全国高等学校ラグビーフットボール大会
第45回全国高等学校ラグビーフットボール大会（だい45かいぜんこくこうとうがっこうラグビーフットボールたいかい）は、1966年（昭和40年）1月1日から9日まで近鉄花園ラグビー場で行われた全国高等学校ラグビーフットボール大会である。優勝校は、岩手県の盛岡工業高校（初優勝)。

## 日程
- 1月1日 1回戦
- 1月3日 2回戦
- 1月5日 準々決勝
- 1月7日 準決勝
- 1月9日 決勝

## 出場校
- 北北海道 北見北斗 （2年ぶり15回目）
- 南北海道 函館西 （初出場）
- 東奥羽 盛岡工（岩手県） （2年ぶり15回目）
- 西奥羽 秋田市立（秋田県） （3年ぶり5回目）
- 南東北 佐沼（宮城県） （2年ぶり3回目）
- 東関東 宇都宮工（栃木県） （初出場）
- 北関東 熊谷商工（埼玉県）  （4年連続5回目）
- 南関東 銚子商（千葉県） （初出場）
- 東京都 日大二 （7年ぶり5回目）
- 東京都 大東大一 （初出場）
- 神奈川 慶應 （14年連続24回目）
- 北陸 羽咋工（石川県） （初出場）
- 北陸 魚津（富山県） （7年ぶり8回目）
- 東中部 沼津工（静岡県） （3年ぶり2回目）
- 愛知 西陵商 （4年連続9回目）
- 三岐 岐阜工（岐阜県） （3年連続5回目）

- 京滋 花園（京都府） （2年連続2回目）
- 大阪府 大阪工大高 （初出場）
- 大阪府 淀川工 （3年連続6回目）
- 兵庫 関西学院 （初出場）
- 奈良 天理 （11年連続23回目）
- 東中国 崇徳（広島県） （4年ぶり13回目）
- 西中国 山口農（山口県） （5年連続5回目）
- 北四国 新田（愛媛県） （2年ぶり9回目）
- 南四国 美馬商工（徳島県） （4年連続4回目）
- 福岡県 福岡電波 （2年連続3回目）
- 福岡県 福岡 （3年ぶり25回目）
- 西九州 竜谷（佐賀県） （3年連続5回目）
- 熊本 熊本工 （15年連続16回目）
- 大分 大分舞鶴 （2年連続8回目）
- 南九州 大村工（長崎県） （初出場）
- 前年度優勝校:秋田工（秋田県） （3年連続31回目）

## 試合時間
全試合25分ハーフ。同点の場合は抽選にて次回進出校を決める。

## 試合

### 1回戦
- 魚津 6 - 0 美馬商工
- 盛岡工 18 - 6 崇徳
- 大東大一 21 - 0 関学高
- 福岡電波 5 - 3 西陵商
- 日大二 6 - 3 竜谷
- 福岡 16 - 9 秋田市立
- 秋田工 20 - 0 大村工
- 淀川工 29 - 0 熊谷商工

- 天理 8 - 8 慶應（抽選で天理が勝ち抜け）
- 岐阜工 28 - 0 花園
- 岐阜工 10 - 6 羽咋工
- 甲南 12 - 3 沼津工
- 銚子商 12 - 9 山口農
- 新田 16 - 3 函館西
- 大阪工大高 29 - 5 宇都宮工
- 北見北斗 22 - 5 大分舞鶴

### 2回戦
- 盛岡工 19 - 0 魚津
- 大東大一 10 - 8 福岡電波
- 福岡 13 - 5 日大二
- 淀川工 8 - 8 秋田工（抽選で淀川工が勝ち抜け）

- 天理 17 - 3 岐阜工
- 甲南 9 - 3 佐沼
- 新田 17 - 5 銚子商
- 大阪工大高 12 - 5 北見北斗

### 準々決勝
- 盛岡工 9 - 5 大東大一
- 淀川工 11 - 5 福岡

- 天理 29 - 0 甲南
- 大阪工大高 8 - 3 新田

### 準決勝
- 盛岡工 3 - 3 淀川工（抽選で盛岡工が勝ち抜け）
- 天理 19 - 0 大阪工大高

### 決勝
盛岡工が初優勝を果たした。
- 盛岡工 6 - 5 天理